# 馬赫拉巴蒂尼
馬赫拉巴蒂尼是南非的城鎮，位於該國東北部，由夸祖魯-納塔爾省負責管轄，距離農戈馬48公里，面積8.21平方公里，2001年人口2,342，人口密度每平方公里290人。